# Sifu
Sifu — компьютерная игра в жанре beat 'em up, разработанная и изданная французской студией Sloclap для Windows, PlayStation 4, PlayStation 5, Nintendo Switch, Xbox One и Xbox Series X/S. Игра создавалась под влиянием гонконгских боевиков — её герой, мастер восточных единоборств, мстит пятёрке злодеев за убийство отца; в ходе игры персонаж может неоднократно погибнуть, но каждый раз воскресает на несколько лет старше. Sifu получила преимущественно высокие отзывы обозревателей, называвших игру впечатляющей, но одновременно с этим исключительно сложной.

## Игровой процесс
Sifu — это игра в жанре beat 'em up с видом от третьего лица; игрок управляет бойцом ушу, сражающимся с различными противниками. В прологе игрок может выбрать пол персонажа, так что протагонист может быть как мужчиной, так и женщиной. По мере прохождения герой изучает новые приёмы и способности — в игре в общей сложности более 150 уникальных атак. Игрок может собирать разные атаки в цепочки-комбинации; некоторые из них дают дополнительные тактические возможности, например возможность сбивать врагов с ног или оглушать. Как у героя, так и у его противников есть шкалы «структуры» — когда она заполняется, защита соответствующего персонажа резко ослабевает, и он становится уязвимым для добивающих атак. Герой может блокировать удары противников, но блокирование заполняет шкалу структуры, так что для игрока предпочтительнее уворачиваться от вражеских ударов или предупреждать их, нанося удар, когда враг лишь собирается атаковать — таким образом можно оглушить врага или отбросить его в определённом направлении. Игра позволяет игрокам использовать особенности окружения, в том числе и различные предметы в качестве импровизированного оружия. Каждый уровень состоит из набора зон — последний оставшийся на ногах противник в зоне может впасть в состояние неконтролируемого безумия, по сути становясь мини-боссом. В некоторых случаях игроку предлагается выбрать одну из двух реплик в диалоге как ответ героя — иногда выбор позволяет избежать боя.
Каждый раз, когда персонаж умирает в игре, он мистическим образом воскресает на том месте, но становится старше на год или несколько. С возрастом удары героя становятся более мощными, но у него становится меньше очков здоровья. Через каждые десять лет жизни одна монета в амулете рассыпается в прах — если герой достигнет возраста 70 лет и исчерпает все монеты, он не сможет воскреснуть после очередной смерти, что означает окончательный проигрыш. В различных местах уровня можно найти святилища, позволяющие восстанавливать здоровье и открывать новые навыки. В промежутках между уровнями герой посещает «угуань» — тренировочный зал, где можно попрактиковаться и отработать новые приёмы. Выученные навыки первоначально теряются с каждой смертью героя; позже игрок может открыть постоянные улучшения, сохраняя навыки и после смерти и воскрешения. На «детективной» схеме фиксируются найденные героем «зацепки» — документы, ключи и другие предметы; поиск зацепок позволяет открывать секретные области и короткие обходные пути.

## Сюжет
Действие игры начинается с нападения пятёрки злодеев на школу боевых искусств. Предводитель нападающих Янь когда-то сам был учеником в этой школе, но был изгнан; он вернулся, чтобы завладеть древним артефактом, который хранится в школе. Янь убивает пожилого учителя-сифу на глазах его малолетнего сына или дочери — главного героя игры. По приказу Яня один из его подручных, Фахар, убивает и ребёнка с помощью мачете, но герой возвращается к жизни благодаря ещё одному чудесному амулету. Герой проводит годы в тренировках, чтобы стать мастером боевых искусств и отомстить Яню и его подручным; действие основной игры начинается восемь лет спустя. В каждой из глав герой выслеживает одного из подручных Яня и убивает его в поединке, в итоге расправляясь и с самим Янем.
В финале игры голос учителя напоминает герою об удэ — этическом кодексе боевых искусств: достойнее не убить противника, но пощадить. Игра предлагает игроку перепройти все уровни вновь, на этот раз сохранив жизни пятёрке антагонистов, включая Яня. Повторные прохождения и сбор «зацепок» позволяет раскрыть мотивы антагонистов — так, сокровище школы позволяет исцелять людей, и Янь изначально хотел с помощью его магии спасти свою жену и дочь. В «истинной» концовке игры герой падает и, как кажется, умирает, а просыпается в горах в некоем посмертии; в сцене после титров действие возвращается в школу — ученица обращается к новому учителю-сифу, но его лицо остаётся за кадром.

## Разработка
Игра была разработана французской студией Sloclap. Ранее, в 2017 году, студия выпустила игру Absolver, также посвящённую боевым искусствам. В отличие от Absolver, в Sifu нет многопользовательского режима — разработчики хотели сосредоточиться на создании игрового процесса и не тратить время на разработку сетевой инфраструктуры. Основным источником вдохновения для них стали гонконгские боевики о кунфу — в таких фильмах герой-одиночка часто сражается со множеством противников, используя приёмы рукопашного боя и импровизированное оружие. Термин «сифу» (кит. 師父) на кантонском диалекте означает просто «учитель», а стиль боевых искусств, представленный в игре, основан на стиле Пак Мэя (баймэйцюань). Чтобы сделать бои в игре аутентичными, студия привлекла в качестве консультанта мастера баймэйцюань Бенджамина Колусси. В игре подчёркивается принцип «мастерство приходит с практикой», ключевая ценность кунфу — эта же идея отражается в системе старения. Разработчики намеренно сделали Sifu сложной игрой с крутой кривой обучения — они считали, что игроки не ощутят обретения мастерства, если игровой процесс будет слишком простым.
Sloclap официально анонсировала Sifu в феврале 2021 года в рамках онлайн-трансляции Sony State of Play. Изначально игру планировалось выпустить в 2021 году, но в итоге выход был отложен до следующего года, чтобы отполировать игру и не допускать переработок. Sifu была выпущена 8 февраля 2022 года для Windows через Epic Games Store, PlayStation 4 и PlayStation 5, при этом игроки, купившие версию Deluxe Edition, получили доступ к игре на 48 часов раньше — это издание также содержало цифровой артбук и оригинальный саундтрек, написанный Хоуи Ли. Версия игры на физических носителях под названием Sifu: Vengeance Edition была выпущена издателем Microids 3 мая 2022 года.

## Восприятие
| Сводный рейтинг       | Сводный рейтинг                       |
| Агрегатор             | Оценка                                |
| --------------------- | ------------------------------------- |
| Metacritic            | (PC) 79/100 (PS4) 71/100 (PS5) 80/100 |
| Иноязычные издания    |                                       |
| Издание               | Оценка                                |
| Destructoid           | 9/10                                  |
| Edge                  | 8/10                                  |
| Game Informer         | 7,25/10                               |
| GameRevolution        | [ 22 ]                                |
| GameSpot              | 9/10                                  |
| GamesRadar+           | [ 23 ]                                |
| IGN                   | 9/10                                  |
| PC Gamer (US)         | 85/100                                |
| Push Square           | [ 26 ]                                |
| The Guardian          | [ 27 ]                                |
| VideoGamer            | 8/10                                  |
| Shacknews             | 4/10                                  |
| Русскоязычные издания |                                       |
| Издание               | Оценка                                |
| 3DNews                | 8,0/10                                |
| Gameplay              | [ 31 ]                                |
| GoHa.Ru               | 10/10                                 |
| StopGame.ru           | «Похвально»                           |
| «Игры Mail.ru»        | 7,5/10                                |
| «НИМ»                 | 7,7/10                                |

По данным агрегатора обзоров Metacritic, Sifu получила отзывы от «в целом благоприятных» до «смешанных или средних».
Обозреватель IGN Майкл Солцман назвал дизайн игры «совершенно бескомпромиссным», отмечая, что Sifu много требует от игрока, и научиться играть в неё нелегко, но всё же счёл Sifu одной из самых впечатляющих beat 'em up-игр, в которые он когда-либо играл. Нейтан Браун в рецензии для The Guardian назвал Sifu игрой, «которая бьёт лежачего» — поначалу похожей не столько на фильмы с Джеки Чаном, сколько на ролики с неудачными дублями в конце этих фильмов; она требует от игрока совершенствоваться — выучить закономерности атак и время парирования, отрабатывать каждый бой, пока они не пройдут безупречно. Рецензент GameRevolution Мэк Эшворт назвал Sifu одной из самых сложных игр, в которые он когда-либо играл, но одновременно с этим — неожиданным претендентом на лучшую игру года; он в то же время посчитал, что Sifu для большинства игроков окажется чересчур трудной. Сергей Косин из «Навигатора игрового мира» выразил неудовольствие «невменяемой» сложностью игры — она динамичная, зрелищная, стильная и атмосферная, с замечательно нарисованными уровнями, и могла бы стать хитом для «ширнармасс», если бы не сложность. Обозреватель Игры@Mail.ru Илья Маховиков охарактеризовал Sifu как «зрелищный, красивый и сложный экшен в лучших традициях „Рейда“ и „Ип Мана“». Денис Майоров в рецензии для Disgusting Men охарактировал Sifu как «невыносимо сложную игру», заставляющую, однако, испытывать «чистый восторг», когда у игрока всё получается.

### Продажи
Разработчики сообщили, что спустя несколько дней после старта продаж было продано более 500 тыс. копий. За первые три недели продаж общий тираж игры превысил 1 млн копий.